# مایسویل (آیووا)
مایسویل (به انگلیسی: Maysville) شهری در ایالت آیووا کشور ایالات متحده آمریکا است که جمعیت آن در سرشماری سال ۲۰۱۰ میلادی، ۱۷۶ نفر بوده‌است.